# Grande Cometa de 1680
C/1680 V1, também conhecido como O Grande Cometa de 1680, Cometa de Kirch e Cometa de Newton, foi o primeiro cometa descoberto por telescópio. Foi descoberto por Gottfried Kirch em 14 de novembro de 1680. Foi um dos mais brilhantes cometas do século XVII, visível mesmo à luz do dia, famoso por sua longa cauda. Passando apenas a 0,42 UA da Terra em 30 de Novembro, e a 0,0062 UA (930 mil km ou 580.000 milhas) do Sol em 18 de Dezembro de 1680, atingindo o seu pico de brilho em 29 de dezembro.
 Foi observado pela última vez em 19 de Março de 1681. Em Setembro de 2012 o cometa estava a cerca de 253 UA do Sol.
Enquanto o cometa Kirch de 1680-1681 foi descoberto e, posteriormente, nomeado para Gottfried Kirch, deve-se também ser dado crédito a Eusebio Kino, um padre jesuíta espanhol, que traçou o curso do cometa. Após sua partida para o México ser adiada, Kino começou suas observações do cometa em Cádiz, em 1680. Após a sua chegada na Cidade do México, participou da "Exposisión Astronomica de el cometa" (Cidade do México, 1681) em que apresentou suas descobertas. A exposição de Kino, é um dos primeiros trabalhos científicos publicados por um europeu no Novo Mundo.
Apesar de ter sido inegavelmente um cometa Sungrazing, provavelmente não era parte da família Kreutz. Além de seu brilho, provavelmente é mais conhecido por ser utilizado por Isaac Newton para testar e verificar as leis de Kepler.
Thomas Rutherford, em 1748, supôs que este cometa já havia aparecido antes: ele teria um período de cerca de quinhentos e setenta e cinco anos, e suas aparições anteriores teriam sido em 44 a.C. (o cometa de César, no ano do seu assassinato), 531, observado por João Malalas, e em 1106 (o grande cometa de 1106), no reinado de Henrique I da Inglaterra. Sua próxima aparição ocorrerá no ano 2255.